# Ryūzō Yanagimachi
Ryūzō Yanagimachi, in lingua giapponese 柳町 隆造 e chiamato Yana dai suoi studenti e collaboratori (Ebetsu, 27 agosto 1928 – 27 settembre 2023), è stato un biologo giapponese.
Durante la sua lunga carriera di ricercatore ha dato importanti contributi alla comprensione dei processi e dei meccanismi della fecondazione nei mammiferi. È stato un pioniere delle tecnologie della riproduzione assistita come ad esempio la fecondazione in vitro e l'iniezione dello spermatozoo direttamente nella cellula uovo (comunemente nota come ICSI, intra cytoplasm sperm injection), tecniche ora comunemente utilizzate nelle cliniche di fecondazione assistita di tutto il mondo. Nel 1998 il suo laboratorio all'Università delle Hawaii - Mānoa clonò con successo i primi topi utilizzando la cosiddetta ‘'tecnica Honolulu'’. Il primo topo fu una femmina chiamata Cumulina, nome che deriva dalle cellule del cumulo ooforo che circondano la cellula uovo durante la sua crescita nell'ovario, utilizzate come donatrici del nucleo durante la procedura di clonazione.

## Biografia

### I primi anni
Yanagimachi, il cui nome in giapponese significa la città dei salici piangenti (da Yanagi, salice piangente, e Machi, città), si è prima laureato in ingegneria civile, poi nel 1952 in zoologia e nel 1960 in embriologia all'Università di Hokkaido.
Per il Bachelor in Scienze (1952-1960) studiò i parassiti Rizocefali e dal 1960 la fecondazione nei Mammiferi.
Per circa un anno insegnò presso le scuole medie superiori perché non riusciva a trovare un impiego come ricercatore. Nel 1960 Dr. M. C. Chang, uno dei più importanti embriologi del periodo che lavorava alla Worcester Foundation for Experimental Biology in Shrewsbury, Massachusetts, negli Stati Uniti, rispose positivamente alla richiesta di Yanagimachi di passare un periodo di post-dottorato presso il suo laboratorio. Nel laboratorio di Chang, Yanagimachi scoprì come fecondare in vitro le cellule uovo di criceto. Questo lavoro fu pioniere per la fecondazione in vitro di altre specie di mammiferi inclusa quella umana.
Nel 1964 ritornò all'Università di Hokkaido con un lavoro temporaneo come lettore, con la possibilità di essere poi nominato assistente professore. Ma un altro collega ottenne quell'incarico.
Nel 1966 Yanagimachi si trasferì all'Università delle Hawaii come assistente professore e in seguito è diventato professore di Anatomia, Biochimica, Fisiologia e Biologia della Riproduzione alla John A. Burns School of Medicine. Dopo 38 anni di lavoro all'Università delle Hawaii, è andato in pensione alla fine del 2004 diventando Professore Emerito, pur continuando a lavorare con i ricercatori più giovani ora presenti in laboratorio.
È sposato ad Hiroko, una psicologa infantile che, non riuscendo a trovare lavoro nel suo campo negli Stati Uniti a causa di barriere linguistiche, divenne un'esperta microscopista elettronica e lavorò a fianco del marito e coi ricercatori che frequentavano il laboratorio.

### Clonazione
Nel luglio del 1998 il laboratorio di Yanagimachi pubblicò un lavoro sulla rivista Nature sulla clonazione di topi a partire da cellule adulte. Yanagimachi chiamò la nuova tecnica di clonazione messa a punto a questo scopo ‘Honolulu technique’. Il primo topo nato fu chiamato Cumulina, dal nome delle cellule del cumulo ooforo i cui nuclei furono impiegati per clonarla. Al tempo della pubblicazione furono clonati più di cinquanta topi di tre generazioni successive vennero prodotti usando questa tecnica.
Questa ricerca venne condotta da un team internazionale di scienziati soprannominati ‘Team Yanagimachi’ o ‘Team Yana’. Questo gruppo includeva i coautori Teruhiko "Teru" Wakayama (anch'egli nato in Giappone), Anthony "Tony" Perry (Regno Unito), Maurizio Zuccotti (Italia) e K. R. Johnson (Stati Uniti d'America).
La fama e i finanziamenti adeguati derivati dalla pubblicazione dell'articolo su Nature resero possibile il trasloco del laboratorio di Yanagimachi dal vecchio edificio, costruito per servire come magazzino universitario, ad un nuovo e moderno ‘Institute for Biogenesis Research’ sito nella torre biomedica della John A. Burns School of Medicine.
Il laboratorio di Yanagimachi e e suoi collaboratori continuano a produrre avanzamenti nella tecnica di clonazione. Nel 1999 fu clonato il primo animale maschio clonato dal nucleo di cellule adulte. Nel 2004 il laboratorio partecipò alla clonazione di un topo maschio sterile. Questo avanzamento potrebbe essere utilizzato per produrre animale sterili da impiegare nella ricerca sull'infertilità umana.
I topi clonati con la ‘Honolulu technique’ sono stati esposti al Bishop Museum di Honolulu, Hawaii, e al Museum of Science and Industry di Chicago, Illinois.

### Contributi principali prima e dopo il 1960
Prima degli studi sulla fecondazione nei Mammiferi, iniziati a partire dal 1960, Yanagimachi studiò la fecondazione nei pesci (aringa) e l'organizzazione sessuale dei rizocefali (parasitic barnacles). Nei pesci, dimostrò la calcio-dipendenza e il movimento chemotattico degli spermatozoi nel micropolo attraverso il quale lo spermatozoo entra all'interno della cellula uovo. Nei rizocefali, dimostrò che gli adulti non sono ermafroditi, come generalmente sostenuto, ma bisessuati. Il cosiddetto ‘testicolo’ in un animale adulto è un ricettacolo di cellule di maschi allo stadio larvale. Questa scoperta rivoluzionò gli studi sui rizocefali e sui animali affini.
Dopo il 1960 Yanagimachi si interessò prevalentemente del processo e dei meccanismi della fecondazione nei Mammiferi e dello sviluppo delle tecnologie della riproduzione assistita. Il suo seminale articolo dal titolo Mammalian Fertilization' pubblicato nel 1994 (In: Physiology of Reproduction, Knobil & Neill eds, Raven Press), rimane un classico. Il suo gruppo di ricerca è stato pioniere della tecnica ICSI (Intra Cytoplasm Sperm Injection) che permette di superare molte forme di infertilità maschile. Essi furono i primi a produrre topi normali impiegando cellule germinali maschili non ancora completamente mature, quali gli spermatidi e gli spermatociti, così come spermatozoi congelati (freeze-dried).
Ryuzo Yanagimachi è andato in pensione nel 2005, ma continua a lavorare sul tema della fecondazione nei Mammiferi e ha ripreso i suoi interessi sulla fecondazione nei pesci e negli insetti.

## Premi e onorificenze
- Zoological Society Prize, Giappone, 1977
- Research Award, Society for Study of Reproduction, USA, 1982
- University of Hawaii Regents' Medal for Excellence in Research, USA, 1988
- Recognition Award, Serono Symposia USA, 1989
- Marshall Medal, Society for the Study of Fertility, Regno Unito, 1994
- International Prize of Biology, Giappone, 1996
- Honorable Degree of Philosophy from the University of Rome, 1997
- Distinguished Andrologist Award, American Society of Andrology, USA, 1998
- Induction to the Polish Academy of Sciences, Polonia, 1998
- Carl G. Hartman Award, Society for the Study of Reproduction, USA, 1999
- Honorable Degree of Philosophy from the Università di Pavia, 1999
- Honorary Member, European Society of Human Reproduction and Embryology, 1999
- Pioneer Award, International Embryo Transfer Society, 2000
- Induction to the National Academy of Sciences, USA, 2001
- Honrable Degree of Philosophy from the Hokkaido University, Giappone, 2002
- Induction to Hall of Honor, the National Institute of Child Health and Human Development, USA, 2003
- Donald Henry Barron Lecture, Università della Florida, 2003
- Pioneer Award in Reproduction Research, 2012